# Jogo online
Na informática, o jogo online é um tipo de jogo eletrônico (videogame) jogados via Internet, onde um jogador com um computador, vídeo game, gadgets, televisão ou outros tipos de aparelhos eletrônicos conectado à rede, pode jogar com outros jogadores sem que ambos precisem estar no mesmo ambiente. Sem sair de casa, o jogador pode desafiar em tempo real adversários que estejam em outros lugares do mundo (como se estivessem lado a lado), abrindo novas perspectivas de diversão.
No entanto, atualmente alguns fatores dificultam sua disseminação: o alto preço da conexão de banda larga e das mensalidades que muitos jogos exigem. Também há de considerar que muitos deles exigem atualização constante do equipamento, elevando o custo da diversão, a grande maioria dos jogos apresenta também moedas virtuais que podem ser adquiridas em troca de moeda real.

## História

### Criação
A história dos jogos online remonta aos primeiros dias da rede de computadores baseada em pacotes na década de 1970. Um dos primeiros exemplos de jogos online são os MUDs, incluindo o primeiro, MUD1, que foi criado em 1978 e originalmente confinado a uma rede interna antes de se tornar conectado à ARPANet em 1980. Jogos comerciais seguiram na década seguinte, com Islands of Kesmai, o primeiro RPG online comercial, estreando em 1984, bem como jogos mais gráficos, como os jogos de ação MSX LINKS em 1986, o simulador de voo Air Warrior em 1987 e o jogo Go online do Famicom Modem em 1987.
Em 1991, foi criado o primeiro jogo on-line comercial: uma versão do jogo de xadrez da Apple para o computador Apple I que acompanhava a ferramenta Java Connect. Era jogado via ligação direta (local ou internacional) usando a linha telefônica convencional de um jogador à casa do "adversário" via modem do computador, tendo a desvantagem de ser jogado somente entre duas pessoas, recomendava-se este estar em uma região próxima devido o valor exorbitante da conta telefônica.

### BBS
Por volta de 1992, começaram a se popularizar jogos via sistema BBS (Bulletin Board System, em português Sistema de Boletins). Um usuário se conectava a esse serviço e desafiava vários adversários em qualquer lugar do mundo, mas mesmo assim apenas poderiam jogar contra um adversário por vez, aquele que continha a máquina mais rápida. Mas a possibilidade de participar de uma comunidade, conversar e escolher com quem jogar abriu um novo mundo de diversão. É nessa época que os primeiros jogos online começaram a fazer sucesso e atrair cada vez mais jogadores, como os jogos: em primeira pessoa Doom (em sua primeira versão), de nave Descent e o simulador de caça Jane's F-15.

### Internet
Por volta de 1995 as vantagens que a Internet oferecia eram muito maiores e mais atraentes. Alcance mundial, liberdade de jogar onde quiser e sem pagar.

### Banda Larga
Por volta de 1997, com a chegada das conexões de alta velocidade acessíveis ao público em geral os jogos online viraram coisa séria. Eles agora tinham servidores e comunidades inteiras na rede dedicados só para jogar.

### MMORPG
MMORPG (Massive Multiplayer Online Role Playing Game) são jogos do tipo RPG que reúnem multidões de jogadores numa mesma partida. Cada jogador participa de um mundo virtual (frequentemente, com temática medieval) e joga com centenas ou mesmo milhares de outros jogadores. Esses jogos geralmente são pagos mensalmente e costumam oferecer um meio de sociabilização virtual: os personagens se casam, constroem casas, arrumam trabalho, etc..

## Jogos por Rede
Jogos por rede são jogos de computador que usam uma rede (internet ou intranet/rede local), geralmente através do protocolo de conexão TCP/IP, permitindo uma ligação de utilizadores simultaneamente em jogos multi-jogadores. No tipo de jogo multiplayer (multi-jogador) podem ser encontrados jogos no estilo de first person shooter como  por exemplo o Quake III ou páginas de internet que usam simplesmente a ligação de rede para promover os usuários com sistemas de pontuação.
O jogo do estilo multi-jogador tem chegado à atenção de empresas que patrocinam torneios no mundo pela internet, dando ao jogador a hipótese de se inscrever em jogos pela internet ou em lan party's.
O MMOGs e MMORPGs (Massively-multiplayer online games) Jogos online multi-jogador e  jogo multi-jogador maciço (massively-multiplayer) em que o jogador desempenha o papel de uma personagem num mundo virtual e vai interagindo com outros utilizadores desse mundo trocando e vendendo objectos virtuais, lutam por terras e tesouros.
Na área dos videogames, em 1994 houve o aparecimento do XBAND, um acessório produzido pela empresa de software Arremesse Entertainment que possibilitava o jogo online dos consoles SNES e Mega Drive. É o precursor dos modernos jogos online em redes sociais, visto atualmente nos videogames de sétima geração (Xbox, Wii, Playstation 2).

## Fantasy games
Fantasy games são jogos onde os jogadores montam times fictícios formados por jogadores da vida real. No Brasil, o mais famoso é o jogo Cartola FC, organizado e mantido pelo canal de TV paga SporTV.

## Browser games
Browser game (mais conhecido como webgame, web game ou jogo online) é um jogo eletrônico que se utiliza de navegadores e da internet. Eles se diferenciam dos videogames normais por ter de contexto a pequena (ou quase nenhuma) instalação de componentes e por necessitar de outros usuários para o transcorrer do jogo.
Eles podem usar tecnologias client-side, como browsers e plugins como Java ou Flash (Depreciado) ou utilizar-se de Ajax, num caso server-side, por exemplo. O gênero mais comum desses jogos são os (MMORPG). Um jogo jogado especificamente no navegador é conhecido por browser-based game.
Os jogos online de navegador (browser), atualmente utilizam uma tecnologia mais padronizada como o moderno HTML5 que permite que os jogos sejam executados de forma universal e com total compatibilidade como por exemplo: Desktop (PC), Android, IOS entre outros, bastando apenas ter um navegador de internet como por exemplo: Mozilla Firefox, Google Chrome, Opera Browser entre outros. Algo que era impositivo de se fazer com o Adobe Flash player que era o mais popular da ultima década para esses tipos de jogos.